# Fabian Fallert
Fabian Fallert (* 12. Mai 1997 in Bad Urach) ist ein deutscher Tennisspieler.

## Karriere
Fallert war U14- und U16-Jährigen Deutscher Meister im Einzel sowie im Doppel, ebenso wie bei den U14-Jährigen in der Halle.
Fallert verbuchte Erfolge auf der ITF Junior Tour. Dort gelangen ihm vor allem im Doppel Siege. Er konnte etwa das Turnier in Berlin gewinnen, das ein Teil der zweithöchsten Turnierkategorie ist. Bei den Grand-Slam-Turnieren kam er hingegen nur zu einem Einsatz – 2015 bei den Australian Open 2015, als er im Einzel und Doppel jeweils zum Auftakt verlor. Seine höchste Platzierung war der 59. Rang im Januar 2015. Im selben Jahr spielte er in der 2. Bundesliga zudem für den TV Reutlingen Tennis. Schnell spezialisierte Fallert sich auf die Doppelkonkurrenz, wo er fast ausschließlich antritt.
Von 2015 bis 2018 studierte Fallert an der University of Mississippi und spielte dort auch College Tennis.
2015 begann er auch bei Profiturnieren anzutreten und schaffte auf der ITF Future Tour seinen ersten Profititel zu gewinnen. 2020 kehrte er zum Profitennis zurück und schaffte mit wechselnden Partnern bis Ende 2021 acht weitere Titel zu gewinnen, sodass er in den Top 260 der Weltrangliste stand. Fortan konnte er hauptsächlich bei Challengers antreten, bei denen er 2021 schon viermal das Halbfinale erreicht hatte. 2022 gelang ihm mit seinem neuen Partner, dem Rumänen Victor Vlad Cornea, bei drei Challengers in Italien der Einzug ins Finale. In Forlì III und Forlì IV gewannen sie den Titel, bei der fünften Ausgabe in Forlì unterlagen sie. Durch die Turniersiege konnte er bis auf Rang 177 der Rangliste vorrücken. Anfang 2023 musste er wegen einer Verletzung an der Hüfte pausieren.
Fabian Fallert trainiert an der Fallert Tennis Academy.

## Erfolge
| Legende (Anzahl der Siege) |
| Grand Slam                 |
| ATP Finals                 |
| ATP Tour Masters 1000      |
| ATP Tour 500               |
| ATP Tour 250               |
| ATP Challenger Tour (3)    |

### Doppel

#### Turniersiege
| Nr. | Datum            | Turnier   | Belag         | Partner            | Finalgegner                         | Ergebnis          |
| --- | ---------------- | --------- | ------------- | ------------------ | ----------------------------------- | ----------------- |
| 1.  | 22. Januar 2022  | Forlì (1) | Hartplatz (i) | Victor Vlad Cornea | Jonáš Forejtek Jelle Sels           | 6:4, 6:76, [10:7] |
| 2.  | 19. Februar 2022 | Forlì (2) | Hartplatz (i) | Victor Vlad Cornea | Antonio Šančić Igor Zelenay         | 6:4, 3:6, [10:2]  |
| 3.  | 4. Februar 2023  | Koblenz   | Hartplatz (i) | Hendrik Jebens     | Jonathan Eysseric Denys Moltschanow | 7:62, 6:3         |

#### Finalteilnahmen
| Nr. | Datum           | Turnier | Belag         | Partner    | Finalgegner                       | Ergebnis         |
| --- | --------------- | ------- | ------------- | ---------- | --------------------------------- | ---------------- |
| 1.  | 2. Oktober 2022 | Sofia   | Hartplatz (i) | Oscar Otte | Rafael Matos David Vega Hernández | 6:3, 5:7, [8:10] |